# Hanka Bielicka
Anna Weronika "Hanka" Bielicka (Kononivka, 9 novembre 1915 – Varsavia, 9 marzo 2006) è stata un'attrice, cabarettista e cantante polacca.

## Biografia
Hanka Bielicka nacque nel 1915 a Kononivka vicino a Poltava (allora parte dell'Impero russo, ora Ucraina). Dopo la prima guerra mondiale si trasferì a Łomża, dove visse fino all'inizio della seconda guerra mondiale e a cui rimase sempre molto affezionata.
Nel 1939 si laureò a Varsavia, dopodiché iniziò a lavorare come attrice, sia in opere teatrali che come cabarettista, in diverse città polacche. Proprio in un locale di cabaret incontrò Bogdan Brzeziński, che decise di scrivere monologhi appositamente per lei: dopo un paio d'anni di prove creò il personaggio di Dziunia Pietruńska che commentava la realtà sociale. Da questo personaggio nacque il programma radiofonico Podwieczorek przy mikrofonie ("Tè pomeridiano con il microfono"), che andò in onda per 25 anni.
La caratteristica più riconosciuta di Bielicka era la sua voce rauca, apprezzata in radio ma poco adatta per il cinema: Hanka Bielicka ebbe sempre ruoli minori sulle produzioni del grande schermo; apparve comunque in più di 20 film cinematografici e televisivi 
Bielicka era famosa anche per i tanti cappelli stravaganti (immutabili nonostante gli anni e le mode) che indossava durante le sue esibizioni.
Morì il 9 marzo 2006 dopo aver subito un intervento di aneurisma aortico dopo il quale non riprese conoscenza. Dopo la sua morte fu sepolta nel cimitero Powązki di Varsavia nella tomba di famiglia.

## Filmografia parziale
- Il settimo flagello (Pan Wołodyjowski), regia di Jerzy Hoffman (1969)